# Paramilionia rubroplagata
Paramilionia rubroplagata is een vlinder uit de familie spanners (Geometridae). De wetenschappelijke naam van deze soort is voor het eerst geldig gepubliceerd in 1906 door Bethune-Baker.
De soort komt voor in tropisch Afrika.